# De La Caseta
De La Caseta es un cultivar de higuera de tipo higo común Ficus carica, unífera de higos de epidermis con color de fondo verde claro con sobre color amarillo. Se cultiva en la colección de higueras de Montserrat Pons i Boscana en Llucmajor, Islas Baleares.

## Sinonimia
- „Pollencina“ en Islas Baleares.[3][5][6]

## Historia
Actualmente la cultiva en su colección de higueras baleares Montserrat Pons i Boscana, rescatada de un ejemplar o higuera madre localizada en el término de Pollensa de donde Joan Coll consiguió unos esquejes que regaló a la colección de higueras de Llucmajor.
La variedad 'De La Caseta' pertenece al grupo de alicantinas, esta variedad tiene poca facilidad de desprendimiento, esta característica unida a la su temprana época de maduración y a la facilidad de secarse en el árbol, la hace ser una variedad muy adecuada para el secado.
La variedad 'De La Caseta' es originaria de Pollensa, también llamada 'Pollencina', lugar donde su cultivo se da en abundancia y su fruto es apreciado.

## Características
La higuera 'De La Caseta' es una variedad unífera de tipo higo común. Árbol de desarrollo mediano, copa redondeada con claridad de follaje, y anchura notable con ramaje esparcido. Sus hojas con 3 lóbulos (50%) están a la par con las de 1 lóbulo (50%). Sus hojas con dientes presentes y márgenes serrados poco recortados, con abundante pilosidad en el haz y en el envés, con ángulo peciolar obtuso. 'De La Caseta' tienen poco desprendimiento de higos, teniendo un periodo de cosecha largo y un rendimiento productivo elevado por cada árbol. La yema apical es cónica de color rojizo.
Los higos 'De La Caseta' son higos con forma esférica, que presentan unos frutos medianos de unos 22,810 gramos en promedio, de epidermis de consistencia dura y tacto áspero, de color de fondo verde claro con sobre color amarillo. Ostiolo de 1 a 3 mm con escamas medianas rojo oscuro. Pedúnculo de 10 a 16 mm cilíndrico verde claro. Grietas longitudinales poco marcadas. Costillas marcadas. Con un ºBrix (grado de azúcar) de 20, sabor poco dulce, con consistencia dura, con color de la pulpa anaranjado oscuro. Con cavidad interna ausente y una gran cantidad de aquenios pequeños. Son de un inicio de maduración sobre el 18 de agosto al 3 de octubre y de rendimiento por árbol elevado, con periodo de cosecha largo.
Se usa para higo seco y para la alimentación animal de ganado bovino y porcino. Producción alta. Son muy resistentes a las lluvias, al agriado y al transporte.

## Cultivo
'De La Caseta', es una variedad que madura a inicio de agosto antes que otras variedades. Se utiliza para higo en seco, y para consumo animal tanto en fresco como seco. Se está tratando de recuperar de ejemplares cultivados en la colección de higueras baleares de Montserrat Pons i Boscana en Llucmajor.